# Far Away Eyes
Far Away Eyes è una canzone scritta da Mick Jagger & Keith Richards, sesta traccia dell'album Some Girls dei Rolling Stones del 1978. Il brano venne pubblicato come singolo il 19 maggio 1978 come lato B di Miss You.

## Il brano
Jagger e Richards collaborarono attivamente per la composizione del brano, che venne inciso a fine 1977. Ne esiste anche una versione bootleg con Richards alla voce solista. Gli Stones, da sempre appassionati di musica country, incorporarono molti aspetti tipici del suddetto genere musicale nella canzone. Ciò include in particolare l'uso da parte di Ronnie Wood di una pedal steel guitar per l'assolo centrale, uno strumento utilizzato anche in altre tracce dell'album come Shattered e When the Whip Comes Down. Degna di nota è anche la sezione ritmica di Charlie Watts e Bill Wyman. Richards suonò la chitarra acustica e quella elettrica, dividendosi anche le parti di piano con Jagger.

### Significato
Il testo del brano venne percepito come una beffarda parodia delle canzoni country bigotte, ipotesi rafforzata dal fatto che Jagger interpreta il brano con un forte e marcato accento sudista, anche se la band smentì l'intento parodistico della musica; la solitudine esistenziale e le possibilità di trovare il vero amore si incrociano alle prediche radiofoniche dei telepredicatori americani:
Listening to gospel music on the coloured radio station

And the preacher said: "You know, you always have the Lord by your side"

And I was so pleased to be informed of this,
that I ran 20 red lights in His honor

Thank you Jesus, thank you Lord!»
Ascoltando una stazione radio di colore di musica gospel

Quando il prete disse: "Lo sapete, Dio è sempre con voi"

E rimasi così contento di essere informato di ciò,
che in suo onore passai 20 semafori rossi senza fermarmi

Grazie Gesù, Grazie Dio!»
(Far Away Eyes, The Rolling Stones)

### Ispirazione
Nel corso di un'intervista del 1978 rilasciata alla rivista Rolling Stone, Jagger disse: «Sai, quando guidi per Bakersfield la domenica mattina o la domenica sera - Lo feci circa sei mesi fa - tutte le stazioni radio country iniziano trasmettendo funzioni religiose piene di musica gospel nera registrate dal vivo a Los Angeles. E questo è quello di cui parla la canzone. Ma è anche principalmente sul guidare da soli, ascoltando la radio». Circa l'influenza musicale per il brano, Jagger affermò che la canzone non era stata influenzata in particolar modo da Gram (Parsons).

### Esecuzioni dal vivo
I Rolling Stones hanno suonato sporadicamente Far Away Eyes durante i concerti dal vivo sin dalla sua pubblicazione; le esecuzioni più recenti risalgono al "A Bigger Bang Tour" del 2006. Una versione live del brano è stata inclusa nell'album del 2008 Shine a Light.

## Formazione
The Rolling Stones
- Mick Jagger - voce, piano
- Keith Richards -chitarra, piano, cori
- Ron Wood - pedal steel guitar
- Bill Wyman - basso
- Charlie Watts - batteria